# تياغو دوس سانتوس كوستا
تياغو دوس سانتوس كوستا (28 فبراير 1983 في البرازيل – )؛ هو لاعب كرة قدم كان يلعب كمدافع.

## وصلات خارجية
- تياغو دوس سانتوس كوستا على موقع رابطة كرة القدم اليابانية للمحترفين (اليابانية)
- تياغو دوس سانتوس كوستا على موقع قاعدة بيانات كرة القدم.إي يو (الإنجليزية)
- تياغو دوس سانتوس كوستا على موقع Soccerway.com (الإنجليزية)
- تياغو دوس سانتوس كوستا على موقع عالم كرة القدم.نت (الإنجليزية)